# Aeropuerto de Eindhoven
El Aeropuerto de Eindhoven (IATA: EIN, OACI: EHEH) es un aeropuerto regional localizado a 7 km al oeste de Eindhoven, Brabante del Norte, Países Bajos. En términos del número de pasajeros es el segundo mayor aeropuerto de los Países Bajos, con 3.4 millones de pasajeros en 2013 (por detrás de Schiphol, que atendió más de 52 millones de pasajeros).
El aeropuerto es utilizado tanto por vuelos militares o civiles. Desde la Segunda Guerra Mundial hasta hace unos años, el aeropuerto de Eindhoven fue llamado Welschap. 
Durante la Segunda Guerra Mundial, fue enormemente bombardeado. Cuando se propuso comenzar a construir un nuevo aeropuerto en el distrito Meerhoven en las cercanías del aeropuerto de Eindhoven, se encontraron varias bombas y tuvieron que desechar estos planes.
El 15 de julio de 1996 un C-130 Hércules de la Fuerza Aérea Belga que llevaba una banda militar holandesa, se estrelló en el aeropuerto en fase de aterrizaje debido a múltiples impactos de aves. El avión se incendió, provocando 34 muertos y 7 heridos.

## Aerolíneas y destinos
| Aerolíneas          | Destinos |
| ------------------- | --- |
| Aegean Airlines     | Atenas |
| Air Arabia Maroc    | Nador |
| Pegasus Airlines    | Estambul–Sabiha Gökçen |
| Royal Air Maroc     | Estacional: Nador |
| Ryanair             | Alicante, Barcelona, Bérgamo, Bolonia, Bratislava, Bríndisi, Catania, Dublín, Edimburgo, Faro, Fez, Cracovia, Lisboa, Londres–Stansted, Madrid, Málaga, Malta, Mánchester, Marrakesh, Marsella, Palma de Mallorca, Pafos, Pisa, Oporto, Roma–Fiumicino, Sevilla, Sofía, Treviso, Valencia, Viena, Vilna, Varsovia–Modlin, Zagreb Estacional: Gerona, Nápoles, Reus, Tenerife–Sur, Zadar |
| SunExpress          | Estacional: Antalya, Esmirna |
| TAP Air Portugal    | Lisboa |
| Transavia           | Alicante, Atenas, Barcelona, Bilbao, Copenhague, Faro, Gran Canaria, Ibiza, Cracovia, Lanzarote, Lisboa, Málaga, Marrakesh, Niza, Praga, Sevilla, Tel Aviv, Tenerife–Sur, Valencia Estacional: Bolonia, Burdeos, Heraclión, Innsbruck, Kos, Palma de Mallorca, Rodas, Rijeka, Salzburgo, Zante                                                                                          |
| TUI fly Belgium     | Nador, Uchda |
| TUI fly Netherlands | Gran Canaria, Hurghada, Sharm el–Sheij Estacional: Alicante, Antalya, Boa Vista, Faro, Heraclión, Kos, Málaga, Ohrid, Rodas, Sal, Tenerife–Sur |
| Turkish Airlines    | Estambul |
| Wizz Air            | Belgrado, Bucarest, Budapest, Cluj-Napoca, Debrecen, Gdańsk, Iași, Katowice, Cracovia, Roma–Fiumicino, Skopie, Sofía, Suceava, Tirana, Tuzla, Varna, Vilna, Varsovia–Chopin, Breslavia |

## Estadísticas
Ver fuente y consulta Wikidata.

## Militar
- Escuadrón 334 con KC-10 Extender, McDonnell Douglas DC-10, Gulfstream IV, Fokker 50.
- Escuadrón 336 C-130 Hércules.
- Escuadrón de soporte y mantenimiento 940.
- Escuadrón de apoyo 941.
- Centro de coordinación de la OTAN en el Centro de Europa.

Desde el 1 de julio de 2007, Eindhoven, es la ubicación del nuevo Centro de coordinación de la OTAN en el Centro de Europa, una fusión del anterior Centro de Transporte Aéreo Europeo (EAC), creado por el Grupo Aéreo Europeo, y el Centro de Coordinación de Transporte Marítimo (SCC). Los países fundadores del MCCE son: Alemania, Bélgica, Canadá, Dinamarca, Eslovenia, España, Francia, Holanda, Hungría, Italia, Letonia, Noruega, Reino Unido, Suecia y Turquía. El Centro está dirigido por 30 militares y civiles de los países participantes. 
En julio de 2008, RTV Oost, una emisora de televisión regional holandesa, anunció que el gobierno holandés está investigando la posibilidad de mover los vuelos militares desde el aeropuerto de Eindhoven Airport al Aeropuerto de Enschede Twente, una antigua base aérea que actualmente, apenas tiene uso. El posible movimiento, supondría que los escuadrones 334 y 336 actualmente estacionados en Eindhoven, dejaría más espacio para vuelos civiles y disponer de una base aérea exclusiva en Twente.

## Transporte terrestre
El aeropuerto de Eindhoven está localizado junto a la autovía A2 que ofrece una conexión directa al oeste y sur del país, incluyendo las ciudades de Ámsterdam, Utrecht y Maastricht. El aeropuerto está también servido por dos rutas de bus a Eindhoven.
- La línea 400 es una línea de bus rápida (véase: Phileas) que conecta el aeropuerto con el centro de la ciudad de Eindhoven y la estación de tren de Eindhoven. Las frecuencias van de dos por hora a última hora del día, a seis veces durante las horas punta.[11]

- La nueva línea (puesta en diciembre de 2008) 145 va desde la estación de tren de Best al Aeropuerto de Eindhoven y continúa hacia la estación de trenes de Eindhoven pasando por el distrito norte de Woensel. Este bus sale cada media hora durante los días laborables y cada hora a la noche y los domingos.[12]